# 五家子村
五家子村原名塔贲逊扎保屯是中华人民共和国黑龙江省齐齐哈尔市富裕县友谊达斡尔族满族柯尔克孜族乡下属的一个行政村。坐落于齐齐哈尔市区的东北，富裕县富裕镇西南12.5公里处。主体民族为柯尔克孜族与汉族，是一个柯尔克孜族民族聚居乡。境内因有操富裕柯尔克孜语的乌裕尔河畔五姓柯尔克孜而闻名于语言学界。

## 歷史
五家子村大約形成於18世紀中葉，建村者是柯爾克孜。由於地勢平坦，水草豐美，附近的柯爾克孜逐漸遷至此地，從而規模逐漸擴大。

## 交通
村东有铁路，但最近的火车站是中和站和富裕站。

## 展览馆
村内有展览馆，但展览内容大多为天山柯尔克孜相关内容。